# Ярослав Глібович
Ярослав Глібович (*д/н — 1199) — «молодший» співкнязь рязанський у 1186—1199 роках.

## Життєпис
Молодший син рязанського князя Гліба Ростиславича. 1177 року не брав участі у битві на річці Колокші, де рязанське військо зазнало поразки від великого князя Володимиро-Суздальського Всеволода Юрійовича. Тоді батько і брати Ярослава — Ігор і Роман — потрапили у полон. Опинився під опікою іншого брата Андрія, що став рязанським князем.
1186 року після смерті Андрія стає один з «молодших» рязанських князів разом з братами Романом і Ігорем. Мав невеликий вплив на державні справи, де все вирішував Роман.
1194 року після смерті Ігорія став другим за старшістю рязанським князем. 1198 року за згодою брата Романа звернувся до Рюрика Ростиславича, великого князя Київського, та митрополита Никифора II з прохання утворити самостійну Рязанську єпархію, окрему від Чернігівської. Невдовзі ігумен Арсеній стає 1-м єпископом Муромським і Рязанським. 1199 року одружився з Всеславою, донькою Рюрика Ростиславича. Невдовзі після цього помер.

## Родина
Дружина — Всеслава, донька Рюрика, Ростиславича, великого князя Київського
Діти:
- Всеслава